# چیچک‌لی‌داغ (هاناک)
چیچک‌لی‌داغ (به ترکی استانبولی: Çiçeklidağ) یک منطقهٔ مسکونی در ترکیه است که در هاناک واقع شده‌است.